# سلیم زرافشان‌فر
سلیم زرفشان‌فر در ۵ اوت ۱۹۶۳ در شهر پنجکنت ولایت سغد تاجیکستان به دنیا آمده است. 

## فعالیت
در سال ۱۹۸۸ به دوشنبه آمده و در انتشارات «عرفان» به کار پرداخت. سپس در سال‌های مختلف، در مجلات «شفا» و «فیروزه»، هفته‌نامهٔ «جوانان تاجیکستان»، رادیوی تاجیکی، مؤسسات انتشاراتی «دوشنبه»، «هُما»، «ایجاد» انجام وظیفه نموده است. مدتی مترجم هفته‌نامهٔ «محبت» و کارمند مجلهٔ «استقبال» بود.

## آثار
نخستین مجموعهٔ اشعار او — «خون‌بها» با دیباچه‌ای از استاد لائق در سال ۱۹۹۰ توسط انتشارات «ادیب» به چاپ رسیده است. دومین مجموعهٔ اشعارش با عنوان «صد نی فغان» در سال ۲۰۰۳ منتشر شده است. سلیم زرفشان‌فر در زمینهٔ نثر نیز فعالیت دارد. سه داستان کوتاه او: «زیر زهرخند اهریمن»، «دو آواره» و «شاه‌اسب» به‌صورت کتاب‌های جداگانه در دسترس خوانندگان قرار گرفته‌اند.
در سال ۲۰۰۷ «منتخبی از نظم و نثر» او به چاپ رسیده است. در سال ۲۰۱۳ مجموعهٔ داستان‌ها و حکایاتش با عنوان «نقش نخستین» توسط انتشارات «ادبیات روس» منتشر شده است. همچنین، نویسندهٔ رمان «انگیزهٔ آخرین» می‌باشد. براساس داستان «دو آواره»، فیلم هنری «داغ» در استودیوی تلویزیون «صفینه» ساخته شده است.
او همراه با حسن یارزاد مجموعه‌هایی چون «آریانونامه» (در دو جلد)، «ز "شاهنامه" گیتی بیاراستست» و «رودکی رفت و ماند حکمت او» را گردآوری و منتشر کرده‌اند.
نمونه‌هایی از اشعار و داستان‌های نویسندگان روس، بلاروس، آلمان، ترک، ژاپن، چچن و دیگر ملل را از زبان روسی به تاجیکی ترجمه کرده است.

### ترجمه
ترجمهٔ رمان «جین ایر» نوشتهٔ شارلوت برونته، رمان‌های نویسندگان فرانسوی: گی دو موپاسان «دوست دل‌نواز»، امیل زولا «صفحه‌ای از عشق»، داستان‌های نویسندگان روس: ای. تورگنیف «آب‌خیزی نیسان»، آ. کوپرین «دستبند یاقوتی» و نویسندهٔ سوئدی پر لاگرکویست «ماریانا» از آثار ترجمه‌شدهٔ او هستند.
همچنین، بخش‌هایی از آثار فلسفی آرتور شوپنهاور، یان فایش، ک. سیولکوفسکی و نمونه‌هایی از اشعار مجنون (قیس بن الملوّح)، فرانچسکو پترارکا، رابرت برنز، یوهان ولفگانگ گوته، شاندور پته‌فی، رابیندرانات تاگور، کنستانتین بالمونت و دیگران را از روسی به تاجیکی برگردان کرده است.

## جوایز
- برگزیدهٔ مطبوعات جمهوری تاجیکستان (۲۰۰۰)؛
- برگزیدهٔ فرهنگ جمهوری تاجیکستان (۲۰۱۱)؛
- برندهٔ جایزهٔ ادبی به‌نام میرزا تورسون‌زاده (۲۰۱۹)[۲].